# Bracell
A Bracell é uma empresa brasileira, uma das maiores produtoras de celulose solúvel e celulose especial do mundo, com operações industriais em Camaçari (BA) e Lençóis Paulista (SP) possuindo também áreas florestais no interior desses estados.
Em 2019, a empresa anunciou uma expansão que dará à Bracell uma capacidade de produção anual de aproximadamente 2 milhões de toneladas de celulose solúvel até o final de 2021. A expansão fará com que a RGE, grupo do qual a Bracell faz parte, seja a maior produtora de celulose solúvel do mundo.

## História e expansão
A Bracell iniciou suas operações no Brasil em 2003 com a aquisição da BSC (Bahia Specialty Cellulose) e da Copener (Florestal) na Bahia.
A empresa foi listada na Bolsa de Valores de Hong Kong em 2010 como Sateri Holdings Limited. Em dezembro de 2014, o negócio de fibras de viscose da empresa na China foi desmembrado e o restante foi renomeado como Bracell Limited em fevereiro de 2015.
Em 2016, a Bracell concluiu uma privatização de US $ 1,1 bilhão e foi retirada da bolsa de valores de Hong Kong, [xvi]. A empresa tornou-se parte do grupo Royal Golden Eagle (RGE), que também gerencia empresas de papel, óleo de palma e energia.

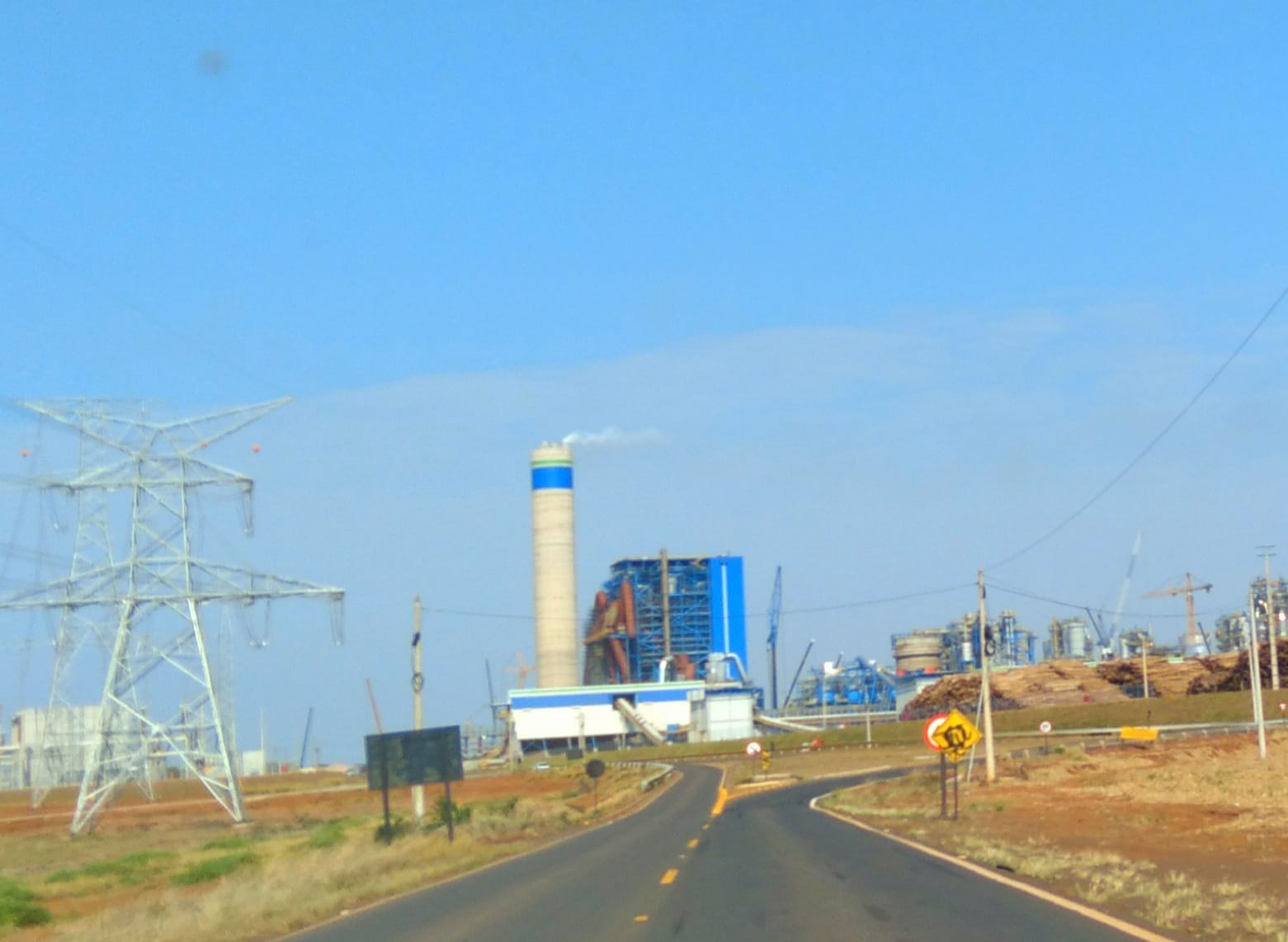
Bracell Unidade Lençóis Paulista, em São Paulo.

Em agosto de 2018, a RGE concluiu a aquisição da Lwarcel Celulose, antes pertencente ao Grupo Lwart, incluindo em suas operações uma fábrica de 250.000 toneladas de celulose em São Paulo, Brasil.
Em 2019, a RGE anunciou que a Bahia Specialty Cellulose (BSC) em Camaçari, na Bahia, e a Lwarcel Celulose em Lençóis Paulista, em São Paulo, passariam a operar sob a marca unificada Bracell.
Ao mesmo tempo, a RGE também anunciou uma expansão da capacidade de produção em São Paulo de 250.000 toneladas por ano para 1,5 milhão de toneladas, dando à Bracell uma capacidade total de produção de 2 milhões de toneladas de celulose solúvel. O projeto representa o maior investimento no estado de São Paulo nos últimos 20 anos e empregará até 7.500 trabalhadores temporários até sua conclusão em 2021.
Em 2021, a Usina Termelétrica Bracell começou a produzir energia.

## Produtos
A Bracell administra aproximadamente 234.000 hectares de terras próprias, das quais aproximadamente 83.000 são destinadas a áreas de preservação ambiental. Os 151.000 hectares restantes são usados para cultivar eucaliptos para fins de produção. A Bracell produz três linhas principais de produtos:
• Celulose solúvel de grau Rayon, que é usada em produtos como tecidos de viscose, lenços umedecidos e embalagens de celofane;
• Celulose especial para produtos farmacêuticos, alimentícios, tintas e pneus;
• Celulose Kraft para papel de impressão e escrita, papel higiênico e embalagem;